# Maurice Parmentier
Maurice Parmentier, francoski general, * 1879, † 1961.